# Harriman (Tennessee)
Harriman es una ciudad ubicada en los condados de Roane y Morgan en el estado estadounidense de Tennessee. En el Censo de 2010 tenía una población de 6.350 habitantes y una densidad poblacional de 231,93 personas por km².

## Geografía
Harriman se encuentra ubicada en las coordenadas 35°55′49″N 84°33′45″O / 35.93028, -84.56250. Según la Oficina del Censo de los Estados Unidos, Harriman tiene una superficie total de 27.38 km², de la cual 26.87 km² corresponden a tierra firme y (1.86%) 0.51 km² es agua.

## Demografía
Según el censo de 2010, había 6.350 personas residiendo en Harriman. La densidad de población era de 231,93 hab./km². De los 6.350 habitantes, Harriman estaba compuesto por el 0.09% blancos, el 7.21% eran afroamericanos, el 0.33% eran amerindios, el 0.52% eran asiáticos, el 0.11% eran isleños del Pacífico, el 0.47% eran de otras razas y el 1.95% pertenecían a dos o más razas. Del total de la población el 1.28% eran hispanos o latinos de cualquier raza.